# Горбани, Мохаммад
Мохаммад Горбани (перс. محمد قربانى‎; род. 24 апреля 1943, Тегеран, Иран) — иранский борец вольного стиля, чемпион мира и Азиатских игр.

## Спортивные результаты
- Чемпион мира (1971), серебряный призёр чемпионата мира (1969), бронзовый призёр чемпионата мира (1970).
- Чемпион Азиатских игр (1970).
- Выступал на Олимпийских играх 1968 года в Мехико (б/м) и Олимпийских играх 1972 года в Мюнхене (б/м).
- Победитель Тбилисского международного турнира (1967, 1970).

## Интересные факты
На сайте Федерации борьбы Ирана опубликован подробный список-рейтинг иранских борцов — чемпионов и призёров Олимпийских игр и чемпионатов мира, с фотографиями спортсменов, а также информация об успехах иранских борцов на чемпионатах мира, в том числе 1969, 1970 и 1971 годов. По состоянию на 2021 год, как и в предыдущие годы, имя Мохаммада Горбани и какая-либо информация о нём в этих списках отсутствовала, что многими оценивается как результат его оппозиции режиму Исламской Республики Иран.